# Болевич, Александар
Алекса́ндар Бо́левич (черног. Александар Бољевић / Aleksandar Boljević; родился 12 декабря 1995 года в городе Подгорица, Югославия) — черногорский футболист, вингер боснийского клуба «Железничар». Выступал за сборную Черногории.

## Клубная карьера
Болевич — воспитанник клуба «Зета». 10 марта 2012 года в матче против «Ловчена» он дебютировал за команду в чемпионате Черногории. 9 мая 2012 года в матче против «Бокеля» Александар забил свой первый гол.
В начале 2014 года Болевич перешёл в нидерландский ПСВ. 21 сентября в матче против «Камбюра» он дебютировал в Эредивизи, заменив Лучано Нарсинга, этот матч остался для него единственным в основном составе клуба. За молодёжную команду ПСВ сыграл 72 матча в первом дивизионе.
Летом 2016 года в поисках игровой практики Болевич перешёл в бельгийский «Васланд-Беверен». 20 августа в матче против «Мехелена» он дебютировал в Жюпиле лиге.

## Международная карьера
17 ноября 2013 года в товарищеском матче против сборной Люксембурга Болевич дебютировал за сборную Черногории. Затем более четырёх лет не выступал за сборную, следующий матч сыграл только в марте 2018 года.